# John Moorlach

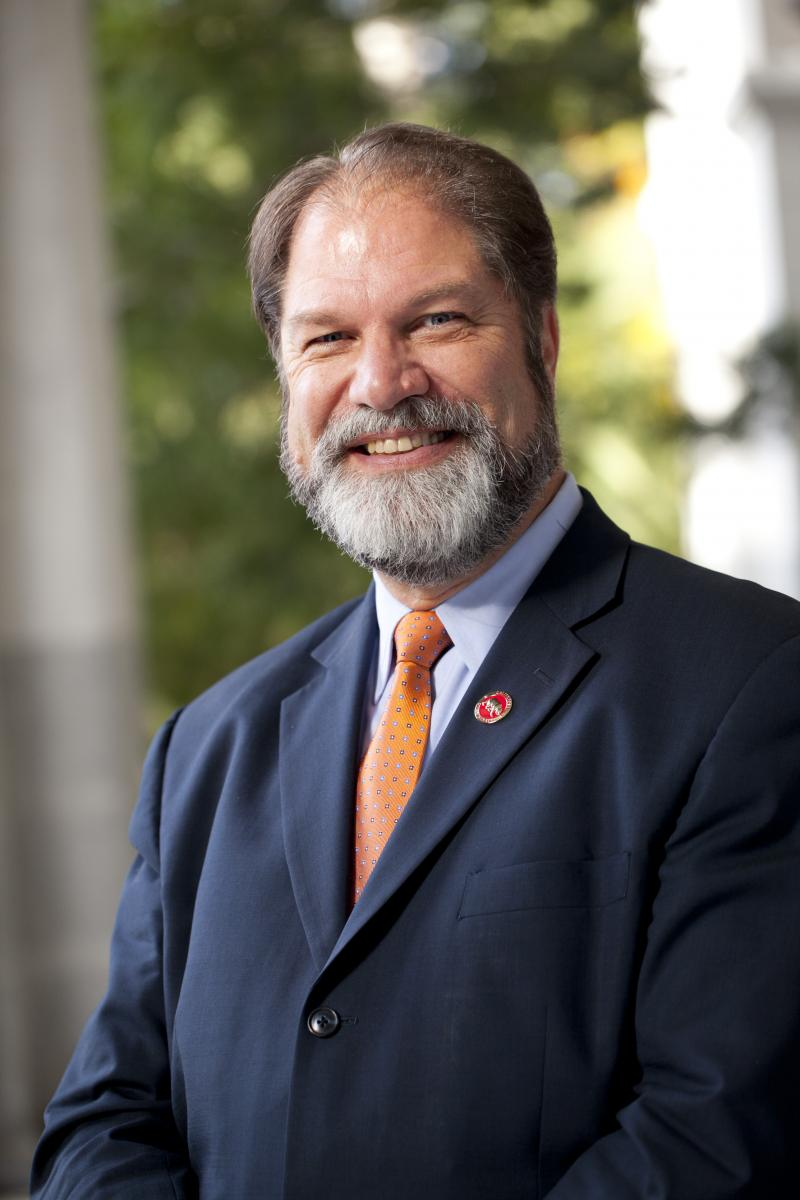
John Moorlach

Johannes Meindert Willem „John“ Moorlach (* 21. Dezember 1955 in Groningen, Niederlande) ist ein US-amerikanischer Politiker. Er gehört den Republikanern an.
Moorlachs Familie zog nach Kalifornien, als Johannes fünf Jahre alt war. Er wuchs im Orange County auf und studierte an der California State University, Long Beach. 1978 legte er das Examen zum Certified Public Accountant ab. Er arbeitete im Rechnungswesen und war zuletzt stellvertretender Leiter der Kanzlei Balser, Horowitz, Frank and Wakeling.
Anfang 1994 warnte Moorlach vor einem finanziellen Zusammenbruch des Orange County durch riskante Anlagestrategien des obersten Finanzverwalters (Treasurer-Tax Collector) Robert Citron. Im Dezember des Jahres wurde das County zahlungsunfähig, die größte kommunale Insolvenz in der Geschichte der Vereinigten Staaten. Im März 1995 wurde Moorlach zum Treasurer-Tax Collector im Orange County ernannt, 1996 von den Wählern im Amt bestätigt und zweimal wiedergewählt. Während seiner langjährigen Tätigkeit gelang es ihm, die zerrütteten Countyfinanzen zu festigen. 2006 entschloss sich Moorlach, um einen Sitz im Orange County Board of Supervisors zu kandidieren. Er wurde mit 70 Prozent der Stimmen gewählt, 2010 erfolgte seine Wiederwahl ohne Gegenkandidaten.
2014 plante Moorlach, sich um den Sitz von John B. T. Campbell im Repräsentantenhaus der Vereinigten Staaten zu bewerben, zog seine Kandidatur jedoch kurzfristig zurück. Campbells Nachfolgerin wurde Staats-Senatorin Mimi Walters, für ihren nun vakanten Sitz im Senat von Kalifornien gab es am 17. März 2015 eine Nachwahl. Moorlach setzte sich dort mit 50,3 Prozent der Stimmen gegen seinen Parteikollegen Assemblymember Donald P. Wagner durch.